# Nanna katmaiensis
Nanna katmaiensis är en tvåvingeart som först beskrevs av Malloch 1920.  Nanna katmaiensis ingår i släktet Nanna och familjen kolvflugor. Inga underarter finns listade i Catalogue of Life.